# Drive Angry
Drive Angry ist ein US-amerikanischer Actionfilm aus dem Jahr 2011 von Regisseur Patrick Lussier mit Nicolas Cage und Amber Heard in den Hauptrollen.

## Handlung
John Milton ist aus der Hölle ausgebrochen, um seine Enkelin vor dem Sektenführer Jonah King zu retten. Seine Tochter war eine von Kings Anhängerinnen. Nachdem sie ein Kind gebar, tötete King sie und ihren Ehemann, um Miltons Enkelin beim nächsten Vollmond in einem satanistischen Ritual zu opfern. Milton erfährt nach dem Verhör einiger Gefolgsleute Kings, dass es in Stillwater, einem Gefängnis in Louisiana, stattfinden wird, und macht sich auf den Weg. Ihm auf den Fersen ist ein anzugtragender Dämon, der sich „Der Buchhalter“ nennt.
An einem Diner lernt Milton die Kellnerin Piper kennen. Als Piper später eine Autopanne erleidet, die Milton verursacht hatte, bietet er ihr an, es zu reparieren, sofern sie ihn ein Stück mitnimmt. Zuhause angekommen erwischt Piper ihren Verlobten Frank bei einem Seitensprung. Piper attackiert das Paar und wird von Frank niedergeschlagen. Milton greift ein und verprügelt Frank. Er fährt anschließend mit Piper nach Smithfalls. Am Abend trifft der Buchhalter bei Frank ein und findet heraus, dass Milton in einem 69er Dodge Charger auf dem Weg nach Louisiana ist. Er tötet Frank und spannt zwei Polizisten für seine Zwecke ein, indem er sich als FBI-Agent ausgibt und eine Beförderung verspricht.
Während eines kurzen Hotelaufenthalts überfallen Kings Leute Milton und Piper. Milton tötet die Angreifer, während er Sex mit einer Kellnerin hat. Bevor Milton die Verfolgung aufnehmen kann, erscheint der Buchhalter mit den Polizisten und jagt wiederum Milton hinterher. Milton feuert den „Gotteskiller“, eine antike Waffe aus der Hölle, auf den Buchhalter ab, was seinen Wagen von einer Brücke schleudert. Milton und Piper verfolgen King in eine Kirche und geraten in einen Hinterhalt. King erschießt Milton und entführt Piper. Milton erwacht jedoch erneut und tötet die restlichen Männer Kings. Nach einer Verfolgungsjagd kann Piper entkommen und rettet sich in das Auto Miltons, King kann jedoch mit seiner Gefolgschaft fliehen.
Webster, ein Freund Miltons, stellt dem Duo ein neues Auto zur Verfügung. Derweil erfährt Piper, dass Milton einst seine Tochter verstoßen musste, um sie vor seinen eigenen Kollegen zu schützen. Dies führte allerdings dazu, dass diese sich so leicht von King hat manipulieren lassen. Ebenfalls erfährt sie, dass Milton die antike Waffe, genannt „Gotteskiller“, aus der Hölle stahl und die Waffe die Kraft besitzt, jede Seele zu zerstören. Währenddessen findet der Buchhalter heraus, dass Milton lediglich versucht, seine Enkelin davor zu schützen, geopfert zu werden. In dem Glauben, nach Satans Gemüt zu handeln, entscheidet sich dieser dafür, ihm vor Beendigung seiner eigenen Mission zu helfen.
Als sie Smithfalls erreichen, ist King kurz davor, das Baby zu töten. Milton kann jedoch mit etwas Unterstützung die Sektenmitglieder töten. King schießt auf Milton und befiehlt einer Frau, das Kind zu ermorden. Diese ist allerdings mental nicht mehr dazu in der Lage. Milton kann sich seinen „Gotteskiller“ schnappen, um damit auf King zu schießen und seine Seele zu zerstören. Der Buchhalter erscheint, nimmt das Baby an sich und gibt es Milton. Dieser verabschiedet sich von dem Baby, weil er zurück in die Hölle muss, und gibt es Piper mit der Bitte, es wie ihr eigenes Kind aufzuziehen. Sie verspricht, dass sie sich mit Websters Hilfe darum kümmern werde.
Auf dem Weg zur Hölle warnt Milton den Buchhalter, dass er eines Tages wieder ausbrechen werde. Der Buchhalter antwortet, dass er sich schon darauf freue.

## Produktion

### Besetzung und Synchronisation

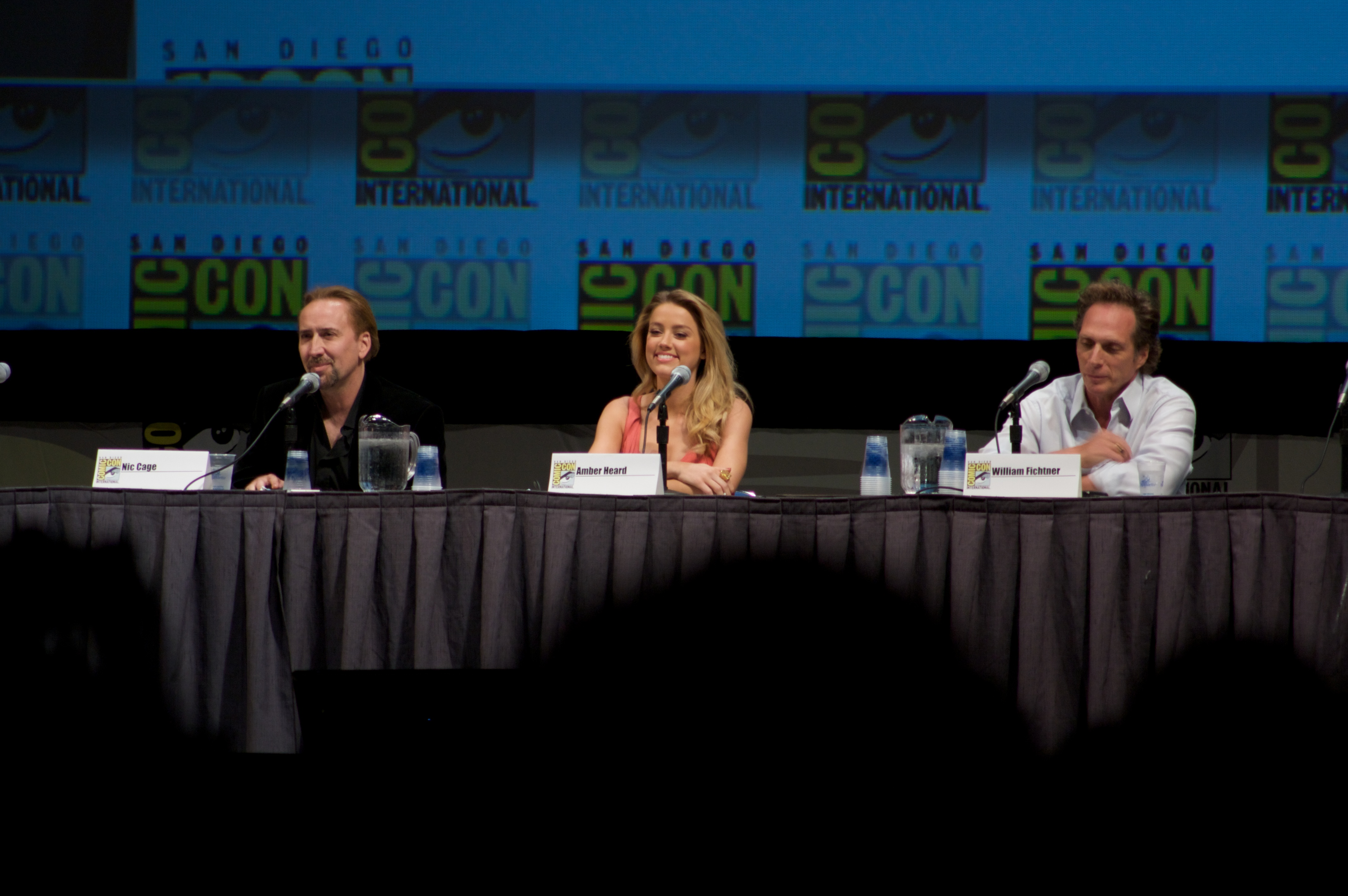
Pressekonferenz während der San Diego Comic Con 2010

| Rolle          | Schauspieler        | Deutscher Sprecher |
| -------------- | ------------------- | ------------------ |
| Milton         | Nicolas Cage        | Martin Keßler      |
| Piper          | Amber Heard         | Sonja Spuhl        |
| Der Buchhalter | William Fichtner    | Peter Flechtner    |
| Jonah King     | Billy Burke         | Nicolas Böll       |
| Webster        | David Morse         | Helmut Gauß        |
| Frank          | Todd Farmer         | Dennis Schmidt-Foß |
| Cap            | Tom Atkins          | Hans Teuscher      |
| Fat Lou        | Jack McGee          | Roland Hemmo       |
| Norma Jean     | Katy Mixon          | Julia Ziffer       |
| Sarge          | Marc Macaulay       | Hans Hohlbein      |
| Roy            | Pruitt Taylor Vince | Lutz Schnell       |
| Trooper #1     | Bryan Massey        | Michael Iwannek    |

### Veröffentlichung
Kinostart in Deutschland war am 24. Februar 2011, in den USA am 25. Februar 2011. Der Film erschien im Kino in 3D. Später nach der Veröffentlichung der DVD und der Blu-Ray erschien noch eine 3D-Blu-Ray.

## Kritiken
Die Resonanz des Films zeigt sowohl bei Filmkritikern als auch beim breiten Publikum eine eher negative Bewertung. Während Rotten Tomatoes bei 78 gezählten Rezensionen 45 Prozent positiv bewertete zählte, bewerteten von 35.000 Usern den Film nur 38 Prozent positiv. Auf Metacritic erhielt der Film eine Durchschnittsbewertung von 44 Prozent bei 21 gezählten professionellen Filmrezensionen.
Hauptdarsteller Nicolas Cage erhielt für alle drei Filme, in denen er 2011 die Hauptrolle spielte (Drive Angry, Der letzte Tempelritter, Trespass), eine Nominierung für den Negativpreis Goldene Himbeere in der Kategorie Schlechtester Schauspieler und zusammen mit seinen jeweiligen Filmpartnern in der Kategorie Schlechtestes Leinwandpaar.

„Cage, in der Rolle des zombieesken Racheengels, sieht aus wie ein ungewaschenes Scorpions-Mitglied auf Drogenentzug und gibt die Parodie seines ohnehin schon parodistischen Stils, die Übertreibung der Übertreibung, die streckenweise ins Künstliche umschlägt. […] Spätestens mit diesem Film begreift man, was ein amerikanischer Kritiker meinte, als er erklärte, darstellerische Größe zeige sich in der Diskrepanz zwischen Performance und Material. Auch wenn das Drehbuch hirnlos, die Regie bizarr und die Kameraarbeit abgründig ist, kann sich der Schauspieler behaupten. So gesehen ist Nicolas Cage der beste Schauspieler der Welt, weil er mit eiserner Disziplin den Wahnsinn darstellt in Filmen, die wahnsinnig peinlich und unsinnig sind.“

„Mit viel nackter Haut und glänzendem Chrom aufpolierte ‚trashige‘ Genre-Mischung aus Road Movie und Horrorfilm, die ihre blutrünstige Handlung durch die visuelle Aggressivität einer gewaltversessenen 3D-Dramaturgie zu übersteigern versucht.“